# لینکلن‌وود (ایلینوی)
لینکلن‌وود (به انگلیسی: Lincolnwood) یک روستا در ایالات متحده آمریکا است که در شهرستان کوک (ایلینوی) قرار دارد. لینکلن‌وود ۶٫۹۷ کیلومتر مربع مساحت و ۱۲٬۵۹۰ نفر جمعیت دارد.